# Scottish Open 1971
Die Scottish Open 1971 im Badminton fanden vom 15. bis zum 16. Januar 1971 in Edinburgh statt.

## Finalresultate
| Disziplin    | Sieger                      | Finalist                   | Ergebnis    |
| ------------ | --------------------------- | -------------------------- | ----------- |
| Herreneinzel | Derek Talbot                | Robert McCoig              | 15-5, 15-12 |
| Dameneinzel  | Gillian Gilks               | Margaret Beck              | 11-9, 11-5  |
| Herrendoppel | David Horton Elliot Stuart  | Robert McCoig Fraser Gow   | 15-8, 15-13 |
| Damendoppel  | Gillian Gilks Margaret Beck | Kay Nesbit Barbara Beckett | 15-6, 15-7  |
| Mixed        | Roger Mills Gillian Gilks   | Elliot Stuart Helen Horton | 15-2, 15-5  |